# Spanische Beachhandball-Nationalmannschaft der Frauen
Die spanische Beachhandball-Nationalmannschaft der Frauen repräsentiert den spanischen Handball-Verband als Auswahlmannschaft auf internationaler Ebene bei Länderspielen im Beachhandball gegen Mannschaften anderer nationaler Verbände. Den Kader nominiert der Nationaltrainer.
Das männliche Pendant ist die Spanische Beachhandball-Nationalmannschaft der Männer.

## Geschichte
Die spanische Beachhandball-Nationalmannschaft der Frauen gehört zu den ältesten und erfolgreichsten Nationalmannschaften in der Sportart in Europa. Sie profitiert dabei von den starken Vereinsmannschaften, die in einer eigenen spanischen Turnierserie („Arena1000“) den Sommer über die spanischen Meisterinnen ermitteln.

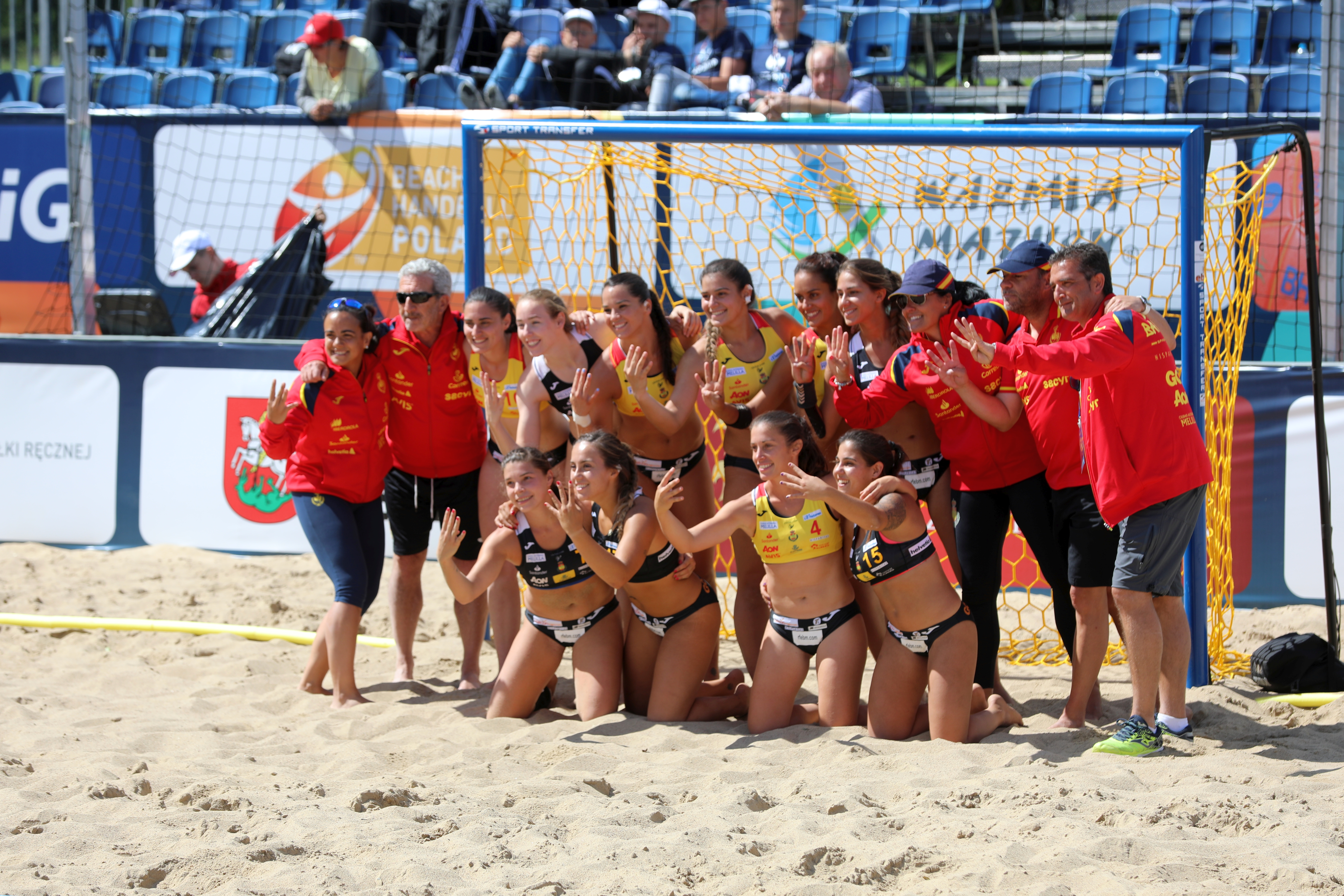
Die spanische Mannschaft bei der EM 2019

Die Mannschaft gehört zu den acht Gründungsmitgliedern der Europameisterschaften. Neben der spanischen Mannschaft nahmen einzig Italien und die Ukraine wie Spanien an bislang allen Europameisterschaften teil. Anders als die beiden anderen Mannschaften konnte Spanien bislang noch nie den Titel gewinnen, zeichnet sich aber durch eine einzigartige Konstanz aus: keine der anderen Mannschaften konnte wie die spanische bei allen Turnieren das Viertelfinale erreichen. Andererseits brauchte die Mannschaft auch 17 Jahre und neun Austragungen, dass sie 2017 erstmals das Halbfinale erreichte. Es folgten zwei weitere Halbfinal-Teilnahmen bei den drei folgenden Europameisterschaften. Das Finale konnte Spanien bislang nicht erreichen, beste Ergebnisse waren dritte Ränge 2017 und 2021. Trotz zum Teil großer individueller Klasse zeichnet sich die Mannschaft Spaniens durch mannschaftliche Geschlossenheit aus; es ist auffallend, dass bisher noch nie eine spanische Spielerin in das All-Star-Team der Europameisterschaften gewählt wurde.

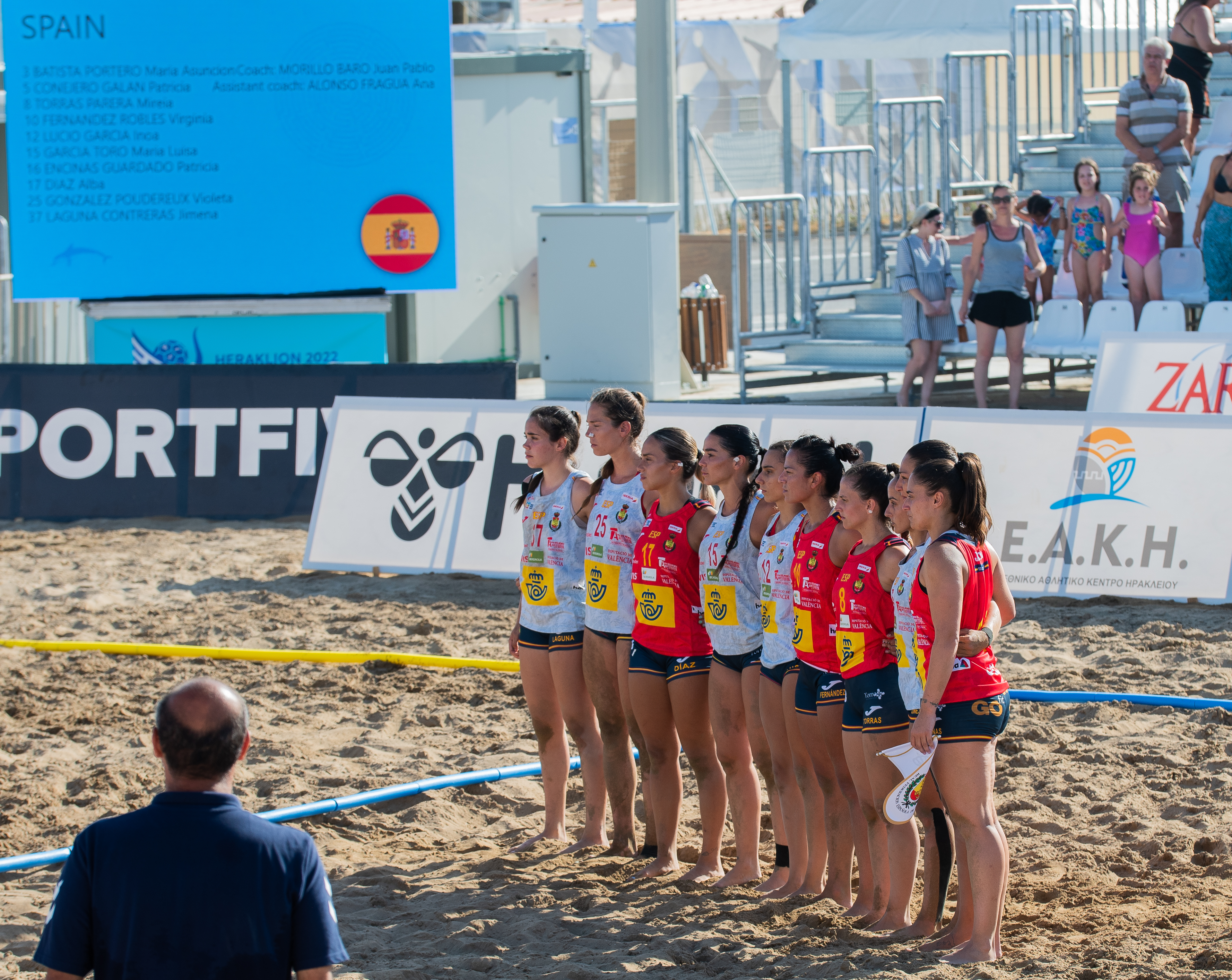
Die spanische Mannschaft vor dem Finalspiel der WM 2022

Trotz der Konstanz auf europäischer Ebene konnte sich Spanien erst 2008 erstmals für Weltmeisterschaften qualifizieren. Die Mannschaft erreichte im heimischen Cádiz das Finale gegen Kroatien und gewann bei der ersten Teilnahme sogleich die Goldmedaille. Abgesehen von der Austragung im Jahr 2012 starteten die Spanierinnen seitdem immer bei der WM. Höhepunkt und größter Erfolg war dabei der Gewinn der WM-2016 in Budapest gegen den Rekordweltmeister aus Brasilien. Damit gelang auch die erstmalige Qualifikation für die World Games. Hier konnte bei der ersten Teilnahme 2017 in Breslau die Bronzemedaille gewonnen werden. Mit weniger Erfolg nahm Spanien 2019 bei den ersten World Beach Games teil. Nach der Corona-Pause kehrte Spanien wieder erstarkt auf die internationale Bühne zurück. Nach einem dritten Rang bei den Europameisterschaften erreichte die Mannschaft im Jahr darauf das Finale der Weltmeisterschaften, wo der deutschen Mannschaft unterlegen wurde.

## Trainer
| Cheftrainer - 2008: Pedro José Moreno Calvo - 2019: Diego Carrasco Becerra | Co-Trainer/in - 2008: José Maria Calvillo Roda - 2019: María José Moreno Triviño |

## Teilnahmen
| World Games - 2001: nicht eingeladen - 2005: nicht eingeladen - 2009: nicht qualifiziert - 2013: nicht qualifiziert - 2017: 3. - 2022: nicht qualifiziert World Beach Games - 2019: 8. - 2023: qualifiziert Mediterranean Beach Games - 2015: keine Teilnahme - 2019: keine Teilnahme - 2023: |  | Weltmeisterschaften - 2001: keine Teilnahme - 2004: nicht qualifiziert - 2006: nicht qualifiziert - 2008: 2. - 2010: 9. - 2012: nicht qualifiziert - 2014: 5. - 2016: 1. - 2018: 4. - 2020: ausgefallen - 2022: 2. | Europameisterschaften - 2000: 8. - 2002: 8. - 2004: 8. - 2006: 7. - 2007: 7. - 2009: 5. - 2011: 6. - 2013: 7. - 2015: 4. - 2017: 3. - 2019: 5. - 2021: 3. - 2023: qualifiziert | Global Tour - 2022: 2. Canaren-Cup - 2021: 2. |